# William Sullivant

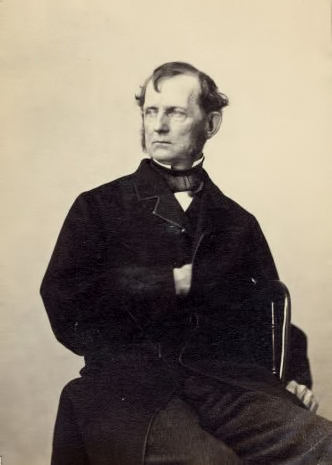
William Sullivant, 1864

William Starling Sullivant (* 15. Januar 1803 in Franklinton, heute zu Columbus, Ohio; † 30. April 1873 in Columbus) war ein US-amerikanischer Bryologe. Sein offizielles botanisches Autorenkürzel lautet „Sull.“

## Leben
Er war der Sohn von Lucas Sullivant (1765–1823), dem Gründer von Franklinton, aus dem später Columbus wurde, und von Sarah Starling. Er studierte an der Ohio University in Athens und an der Yale University mit dem Bachelor-Abschluss 1823. Er war zu seiner Zeit einer der führenden Experten für Moose und Lebermoose in Nordamerika. 1845 wurde er in die American Academy of Arts and Sciences gewählt. 1847 wurde er Mitglied der Deutschen Akademie der Naturforscher Leopoldina, 1872 der National Academy of Sciences.
Als Bryologe arbeitete er später mit dem aus der Schweiz eingewanderten Leo Lesquereux zusammen, der auch das gemeinsam begonnene Handbuch der Moose Nordamerikas fortsetzte.
Er war dreimal verheiratet. Sein Sohn T. S. Sullivant war ein bekannter Cartoonist, der u. a. im Life Magazine veröffentlichte.

## Schriften
- A Catalogue of Plants, Native and Naturalized, in the Vicinity of Columbus. Ohio, 1840
- mit Leo Lesquereux: Musci Americani Exsiccata, 1856, 2. Auflage 1865